# Ambracia
Ambracia (en griego antiguo: Ἀμβρακία, romanizado: Ambrakía) fue una antigua ciudad y ciudad-Estado (polis) del reino de Epiro, en el noroeste de Grecia.
Hasta el siglo IV a. C. su nombre se escribía Ἀμπρακία, Amprakía, como puede verse en Heródoto, Tucídides, o acuñaciones. Fue una colonia de Corinto, fundada en el siglo VII a. C.

## Geografía
Ambracia estaba situada en la costa norte del golfo de Arta en la margen izquierda del río Aracto, prácticamente enfrente de Léucade, sobre el sitio de la actual ciudad de Arta  La ciudad fue construida en la ladera occidental de una colina llamada Perrantes. La distancia al golfo de Arta era de unos 80 estadios, es decir, unos 14 kilómetros  Además del golfo la ciudad también toma su nombre del lago Ambracia. Los alrededores de la ciudad eran fértiles tierras de cultivo. En su apogeo, también ocupaba la región de Anfiloquía. 

## Historia

### Época arcaica
Según la tradición, Ambracia fue originalmente una ciudad de Tesprotia. En la mitología griega, la ciudad fue fundada por Ámbrax, hijo de Tesproto. En otra versión del mito, se sugería a Ambracia, hija de Melanea o Augías, como fundadora y origen del nombre[. La antigua población era atamana, casopa y molosa.
Fue fundada entre 650 y 625 a. C. por Gorgos, hijo del tirano corintio Cípselo. Su hijo, Periandro, fue expulsado alrededor del 580 a .C por los ciudadanos, que establecieron una democracia, según Aristóteles.[ La ciudad floreció entonces, convirtiéndose en el más importante de los asentamientos corintios de la región. 
La ciudad participó en la segunda guerra médica en la batalla de Salamina con siete barcos y en la batalla de Platea con 500 soldados.

### De la época clásica a la romana
Durante la guerra del Peloponeso, Ambracia, junto a su metrópoli Corinto, se unieron al bando espartano. Ayudó a Corinto en su guerra contra Córcira, proporcionándole ocho barcos de guerra. 
El territorio controlado por Ambracia alcanzó su máximo esplendor durante la guerra. En su apogeo, la ciudad también controlaba el territorio de Anfiloquía, incluida la ciudad de Argos Anfiloquia, que Ambracia capturó y expulsó a la población original. Apoyada por Acarnania, la población original fue persuadida por Atenas para reconquistar Argos a los anfiloquios y acarnanios en el 432 a. C. Los ambracios intentaron retomar Argos Anfiloquia en 430 y 429 a .C., pero ambos intentos fracasaron. El tercer intento, en 426 a. C., se saldó con la muerte de casi toda la población masculina de la ciudad, apta para la guerra, y Tucídides lo describe como la mayor calamidad que experimentó ciudad alguna al comienzo de la guerra. Como resultado, Ambracia quedó tan debilitada que se vio obligada a firmar la paz con los anfiloquios y los acarnanios durante cien años, y Corinto tuvo que enviar tropas para defender la ciudad. Debilitada, la ciudad no participó después de forma significativa en la guerra del Peloponeso.
Disputó igualmente a los acarnanios y a los anfiloquios, aliados de Atenas, el control del golfo de Ambracia. Acarnania obtuvo finalmente el espaldarazo de Atenas como consecuencia de la destrucción de Argos Anfiloquia por los espartanos y el estratego Demóstenes venció a Ambracia en Olpas, en 426 a. C.

En 396/395 a. C., Ambracia regresó a la coalición ateniense (Atenas, Argos, Corinto y Tebas) dirigida contra Esparta. Pero la incursión de Esparta en Acarnania empujó a Ambracia a unirse a la Liga del Peloponeso en 388 a. C.

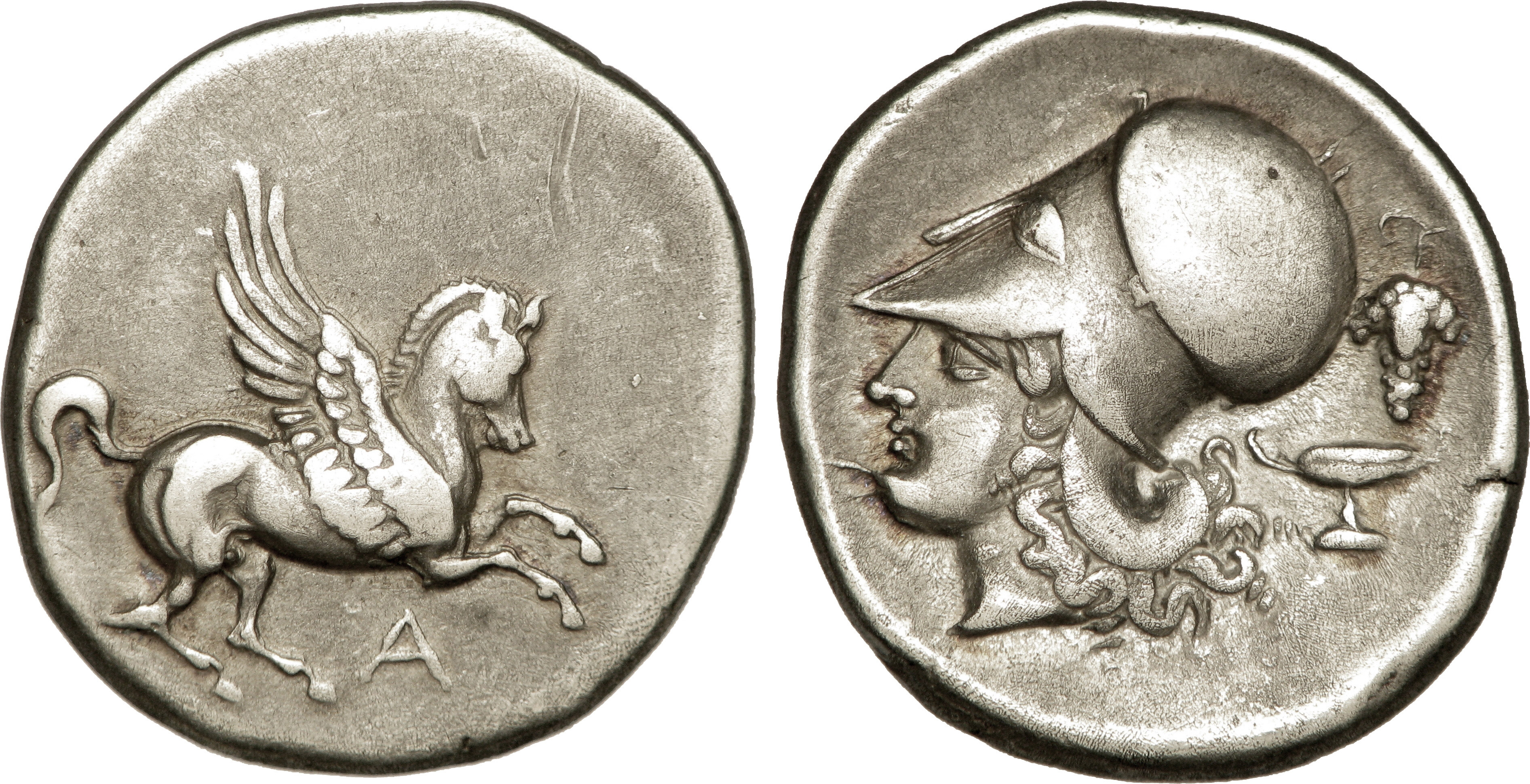
Estatero de Ambracia (circa 340 a. C.)

En 338 a. C., Ambracia aliada de Atenas fue ocupada por los macedonios de Filipo II. En 295 a. C. Pirro la hizo capital del reino de Epiro y la adornó con relieves, estatuas y pinturas. Tras la muerte de Filipo, los ambracios expulsaron a los macedonios, pero Alejandro V retomó la ciudad. En 295 a. C., cedió la ciudad a Pirro, rey de Epiro. Este hizo de Ambracia su capital y construyó allí su gran palacio. Este fue el periodo de mayor prosperidad de la ciudad. Más tarde, en 230 a. C. la ciudad cayó bajo el dominio de Etolia y se convirtió en el centro de la Liga Etolia.
Fue tomada por las romanos de Marco Fulvio Nobilior en la primavera del año 189 a. C., y metódicamente saqueada, tras lo cual entró en decadencia y fue destruida por completo en 167 a. C. El golpe final a la ciudad llegó con el establecimiento de la cercana Nicópolis En el 31 a. C., fue vaciada de habitantes por Augusto, que los deportó a Nicópolis, como informa Pausanias. En la época de Pausanias en el siglo I d. C., la ciudad estaba en ruinas.

### Historia reciente y excavaciones
No se sabe con exactitud cuánto tiempo permaneció deshabitada la ciudad. Fue fue rebautizada por la cristianización del Imperio bizantino, y es de esta época que datan iglesias tales como la Panaghía Parigorítissa. La ciudad fue conocida entonces bajo el nombre de Narte (Νάρτη). La actual ciudad de Arta se desarrolló en el lugar durante el Imperio bizantino, a lo más tardar en torno al año 1000. La ubicación de la ciudad de Ambracia conocida por fuentes antiguas, no estuvo clara durante mucho tiempo, pero se situó en el emplazamiento de Arta a más tardar en el siglo XIX
En el siglo XI, después de la destrucción de Nicópolis por los búlgaros,  Arta se desarrolló sobre el lugar de la ciudad antigua.
Los arqueólogos griegos han llevado a cabo excavaciones arqueológicas, incluso en las décadas de 1960 y 1970.

## Edificios y hallazgos
La acrópolis o ciudadela de Ambracia estaba en uno de los picos de la colina Perrantes. La ciudad estaba rodeada por una muralla de unos cinco kilómetros de largo. Las murallas se construyeron presumiblemente en el año 500 a. C. y se reconstruyeron en el 400 a. C. Además de las murallas, la ciudad estaba protegida por un río y colinas. El puerto se fortificó por separado. El puerto de Ambrakos se fortificó por separado.
̟
Ambracia ya contaba con un trazado cuadriculado en el año 400 a. C. Los restos de la ciudad en la zona de la actual ciudad de Arta incluyen las ruinas de un templo y un pequeño teatro dedicados a Apolo Pitio Sóter, los restos de una muralla en varias partes de la ciudad y los restos de un pritaneo. También se sabe que la ciudad tuvo un segundo teatro.

### Templo de Apolo Pitio Sóter

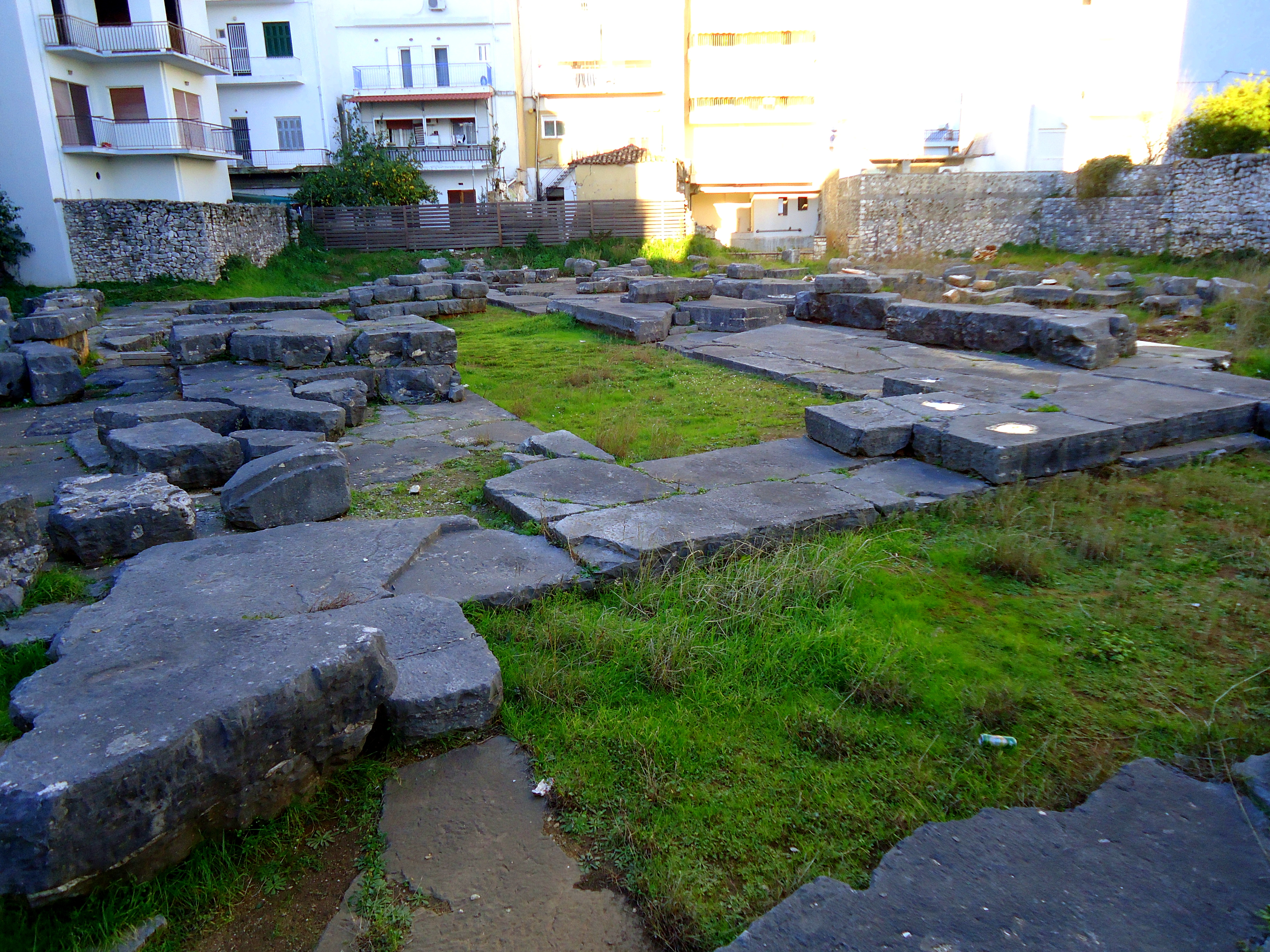
Restos del templo.

El templo de Apolo Pitio Sóter  era el santuario más importante de Ambracia. Su yacimiento arqueológico se encuentra en el centro de Arta, cerca del cruce de las calles Pýrrou y Nikoláou Plastíra. El templo se construyó en la época arcaica, en torno al año 500 a. C., pero es probable que existieran en el lugar santuarios anteriores dedicados a Apolo. El templo era de estilo dórico y medía aproximadamente 44 × 20,8 m. El templo contaba con un pronaos y un naos.
En la nave del templo había una estatua de culto de Apolo, de la que se ha conservado su pedestal. Al parecer, el templo albergaba los registros públicos de la administración de la ciudad. Los cimientos del edificio son lo único que se conserva en la actualidad.

### Teatro

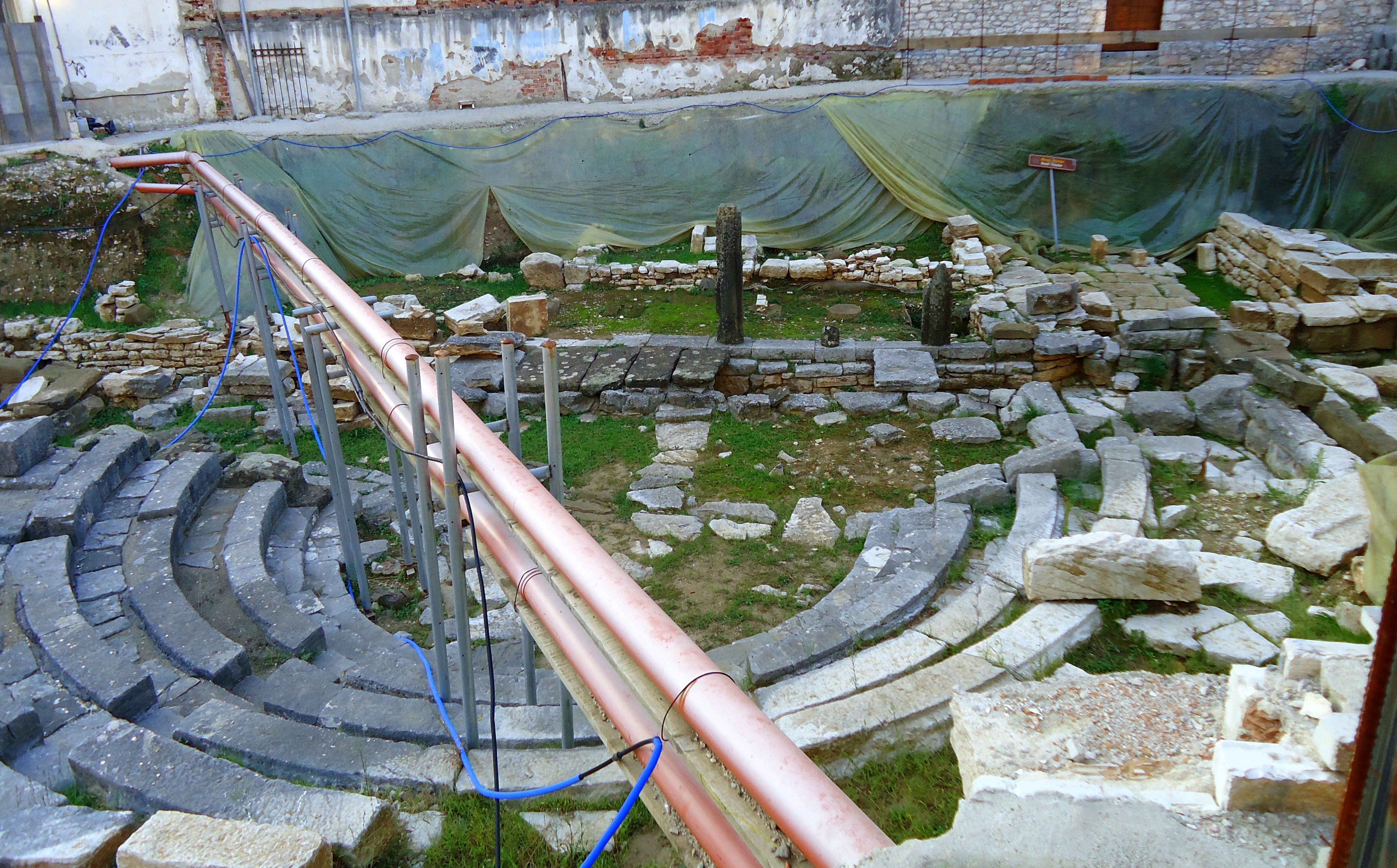
Restos del teatro.

El llamado teatro menor estaba situado cerca del templo de Apolo. Se construyó en el emplazamiento de edificios anteriores a finales de la década de 300 o bajo el reinado de Pirro a principios del 200 a. C. El teatro es el más pequeño de los teatros griegos conocidos. Por lo demás, era un típico edificio teatral semicircular griego con una orchestra circular en el centro, de unos 6,7 m de diámetro. Dos escaleras dividían la cávea en tres secciones.
La skené medía unos 10 m de largo y tenía seis semicolumnas de estilo jónico. S descubrió durante las obras de construcción y se excavó por primera vez en 1976.
El segundo teatro, más grande, estaba situado en la parte baja de la ciudad, dentro de las murallas. Se han excavado partes de la orchestra del teatro y de los pasillos del lado oeste, junto con partes de los asientos de la cávea.

### Otros edificios
Otros hallazgos incluyen un cenotafio erigido hacia el año 600 a. C. para honrar a los ambracios y corintios muertos. Se trataba de un monumento conmemorativo de unos 12,4 m de largo, 8 m de ancho y 2,4 m de alto. En él se ha encontrado una inscripción, que es la más antigua conocida en la que se menciona el nombre de la ciudad. En la época bizantina, el lugar se utilizaba para enterramientos.
En el emplazamiento de la actual catedral de Arta había un templo dedicado a Asclepio, en el emplazamiento de la iglesia de todos los santos un templo dedicado a Afrodita y en el emplazamiento del castillo de Arta un templo dedicado a Atenea. También se sabe que la ciudad tuvo un templo dedicado a Artemisa.
Los cementerios de la ciudad se encontraban principalmente en su lado occidental, al pie de la colina Perrantes. Las tumbas más importantes se encontraban a lo largo de la calzada principal que conducía de la puerta principal al puerto de Ambracia. La calzada tenía 12 metros de ancho y estaba pavimentada. Se ha encontrado una calle de unos 300 m cerca del estadio de Árta.